# Patricia Churchland

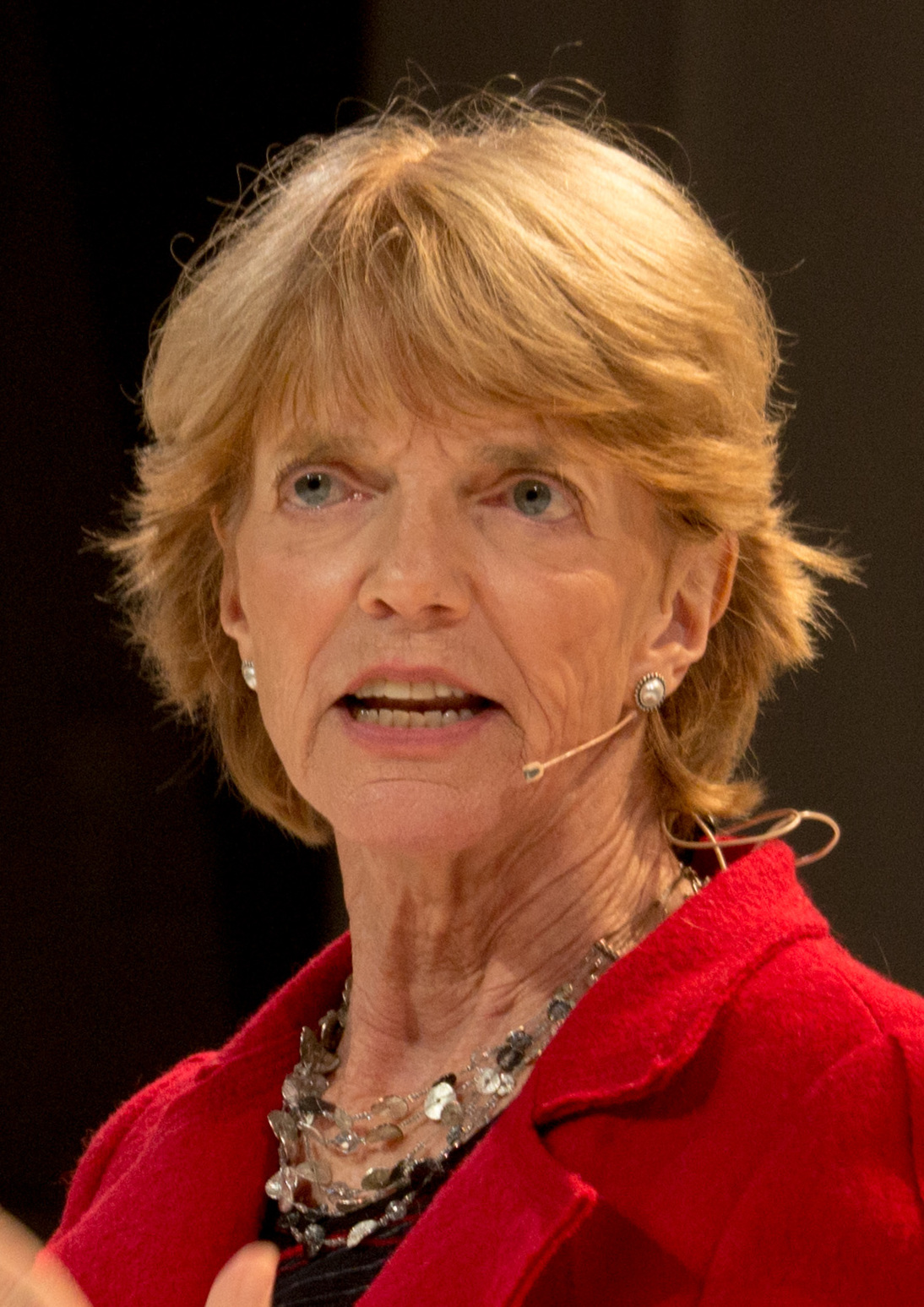
Patricia Churchland (2015)

Patricia Smith Churchland (* 16. Juli 1943 in Oliver, British Columbia) ist eine kanadische Philosophin und Autorin. Sie arbeitet überwiegend in den Bereichen Philosophie des Geistes und Neurophilosophie. Ein weiteres Forschungsgebiet ist die Neuroethik.

## Leben
Patricia Churchland studierte an der University of British Columbia, University of Pittsburgh sowie am Somerville College von der University of Oxford und lehrte Philosophie an der University of Manitoba von 1969 bis 1984. Seit 1984 war sie Professorin an der University of California, San Diego, 2013 wurde sie emeritiert. Ihr Ehemann Paul Churchland ist ebenfalls Philosoph.

## Wirken
Churchland ist als Vertreterin des eliminativen Materialismus bekannt geworden. Eliminative Materialisten halten alltagspsychologische Begriffe wie „Glauben“ oder „Empfindungen“ für inkohärent. Solche Begriffe seien nicht mit den neurowissenschaftlichen Erkenntnissen vereinbar. Zudem könnten sie durch eine neurowissenschaftliche Terminologie ersetzt werden.
Die Churchlands argumentieren für den eliminativen Materialismus auch mittels Analogien aus der Wissenschaftsgeschichte. Man habe im Zuge des wissenschaftlichen Fortschritts feststellen müssen, dass es gewisse Entitäten einfach nicht gibt (etwa Hexen oder Phlogiston). Im Laufe des neurowissenschaftlichen Fortschrittes müsse man feststellen, dass es auch keine mentalen Zustände gibt, sondern nur neuronale Zustände.
Im Jahr 1991 war sie MacArthur Fellow. 2015 wurde sie in die American Academy of Arts and Sciences gewählt.
Im Jahr 2000 wurde sie mit dem George A. Miller Prize in Cognitive Neuroscience ausgezeichnet.